# منتخب لاتفيا لاتحاد الرغبي
منتخب لاتفيا الوطني لاتحاد الرغبي (باللاتفية: Latvijas regbija izlase)‏ هو ممثل لاتفيا الرسمي في المنافسات الدولية في اتحاد الرغبي .